# Майлем (Техас)
Майлем (англ. Milam) — переписна місцевість (CDP) в США, в окрузі Сабін штату Техас. Населення — 1355 осіб (2020).

## Географія
Майлем розташований за координатами 31°26′56″ пн. ш. 93°47′11″ зх. д. / 31.44889° пн. ш. 93.78639° зх. д. (31.448975, -93.786322).  За даними Бюро перепису населення США в 2010 році переписна місцевість мала площу 103,38 км², з яких 85,51 км² — суходіл та 17,87 км² — водойми.

## Демографія
Згідно з переписом 2010 року, у переписній місцевості мешкало 1480 осіб у 688 домогосподарствах у складі 462 родин. Густота населення становила 14 осіб/км².  Було 1169 помешкань (11/км²).
Расовий склад населення:
| - 90,8 % — білих - 5,1 % — чорних або афроамериканців - 1,1 % — корінних американців - 0,5 % — азіатів |

До двох чи більше рас належало 1,6 %. Частка іспаномовних становила 2,7 % від усіх жителів.
За віковим діапазоном населення розподілялося таким чином: 17,4 % — особи молодші 18 років, 52,3 % — особи у віці 18—64 років, 30,3 % — особи у віці 65 років та старші. Медіана віку мешканця становила 54,4 року. На 100 осіб жіночої статі у переписній місцевості припадало 100,8 чоловіків;  на 100 жінок у віці від 18 років та старших — 100,3 чоловіків також старших 18 років.
Середній дохід на одне домашнє господарство  становив 41 246 доларів США (медіана — 30 493), а середній дохід на одну сім'ю — 38 484 долари (медіана — 26 087). За межею бідності перебувало 36,9 % осіб, у тому числі 93,6 % дітей у віці до 18 років та 10,4 % осіб у віці 65 років та старших.
Цивільне працевлаштоване населення становило 361 особа. Основні галузі зайнятості: освіта, охорона здоров'я та соціальна допомога — 26,0 %, сільське господарство, лісництво, риболовля — 17,2 %, виробництво — 10,8 %, роздрібна торгівля — 9,4 %.